# Вампирский фольклор по регионам мира

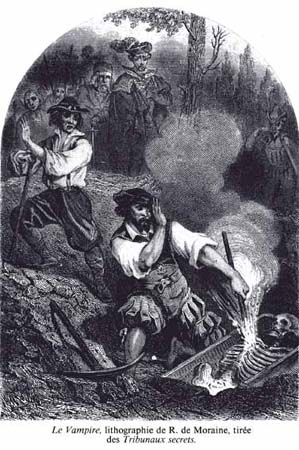
«Вампир», литография Р. де Море в Les Tribunaux secrets (1864 год).

Леге́нды о вампи́рах существуют на протяжении тысячелетий практически во всех культурах; у древних месопотамцев, евреев, греков и римлян были рассказы о демонических сущностях и пьющих кровь духах, которые считаются «предшественниками» современных вампиров. Однако, несмотря на появление вампироподобных существ в легендах этих древних цивилизаций, фольклорный образ вампира в том виде, в каком мы знаем его сегодня, происходит почти исключительно из юго-восточной Европы начала XVIII века, когда словесные традиции многих этнических групп этого региона были записаны и опубликованы. В большинстве случаев вампиры являются ревенантами злодеев, жертвами самоубийств или ведьмами, но также могут быть созданы злобными духами из трупов или посредством укуса другого вампира. Вера в такие легенды стала настолько распространена, что в некоторых областях это вызвало массовую истерию и даже публичные казни людей, которые, как полагали, были вампирами. Вампиры упоминались в фильмах и сериалах, а также книгах «Дневники вампира», «Сумерки», «Вампиры» и других.

## Вера в вампиров в древних цивилизациях
Практически во всех культурах мира существуют мифы о питающейся кровью нежити. Если сегодня они в основном связаны с фигурой вампира, то в древности потребление крови и возвращение из мертвых приписывалось демонам или духам, в зависимости от культуры, которые также потребляли свежее человеческое мясо или трупы, и вызывали эпидемии или стихийные бедствия. Например, в Аравии многие из этих элементов приписывались гулям, в Древнем Египте — богине Сехмет, а в иудаизме и раннем христианстве — Дьяволу. Хотя большинство современных исследователей не считают их строго вампирами, некоторые из этих легенд, возможно, дали начало восточноевропейским вампирам.

### Месопотамия

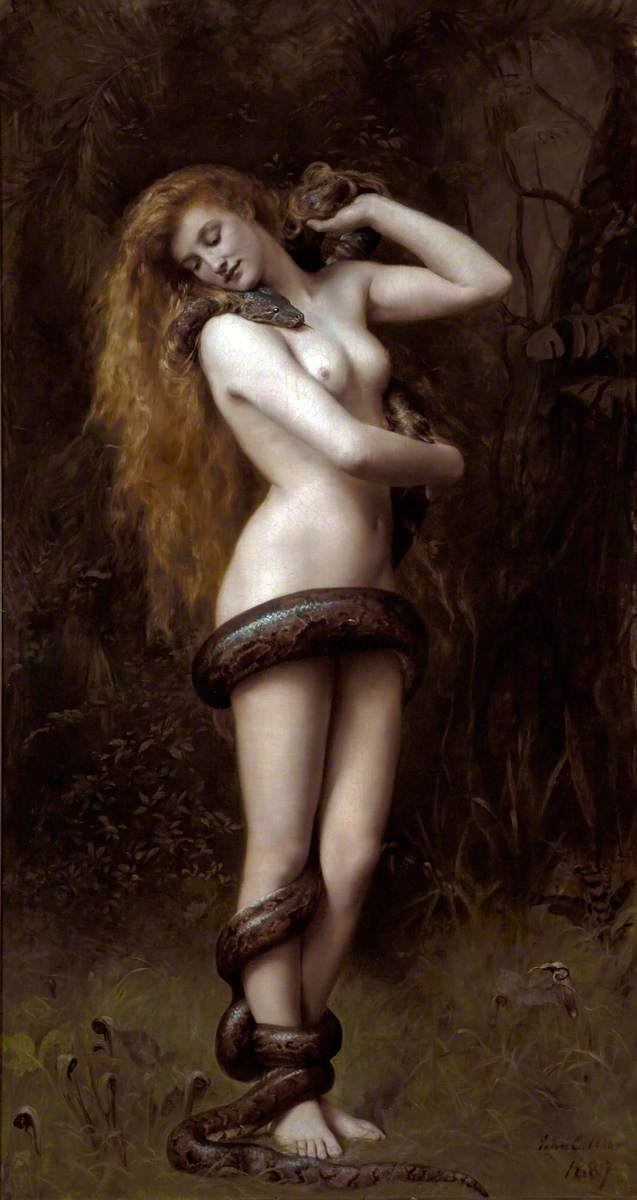
Лилит работы Джона Кольера (1892).

В Месопотамии возникло множество суеверий о демонах, пьющих кровь. Историки указывают на Персию как на одну из первых цивилизаций, написавших об этих демонах. При раскопках были найдены черепки глиняной посуды, изображающие существ, пытающихся пить кровь людей.
В древнем Вавилоне ходили легенды о мифической Лилит, которая породила Лилит (ивр. לילית‎) и её дочерей, «Лилим» еврейской демонологии и Агады. Лилит считалась демоном, который питался кровью новорождённых младенцев. Однако её еврейский эквивалент также питался плотью взрослых.
Легенда о Лилит изначально была включена в некоторые традиционные еврейские тексты. Согласно популярной средневековой традиции, она была первой женой Адама до Евы. В этих текстах Лилит бросила Адама, чтобы стать царицей демонов, после того, как отказалась быть его подчинённой, за что и была изгнана из Эдема самим Яхве.
Уже будучи демоном, подобно римскому стриксу, она пила кровь детей и убивала по ночам их матерей и, в меньшей степени, мужчин, считаясь исключительно злом. Чтобы отразить её нападения, родители использовали амулеты, которые вешали на детские колыбели.
Альтернативная версия легенды повествует, что Лилит/Лилиту (и одноимённый дух) изначально возникли в Шумере, где она связана с «прекрасной и бесплодной девой», проституткой и вампиршей. Лилиту и подобные духи изображались в виде антропоморфных фигур с птичьими ногами, демонов ветра или ночи и сексуальных хищников, питавшихся кровью младенцев и их матерей.
Другие демоны Месопотамии, такие как вавилонская богиня Ламашту (и её шумерский эквивалент Димме), также могут быть отнесены к вампирам по своей природе. Ламашту — фигура, описание которой исторически старше, чем у Лилит, и которая повлияла на более позднюю мифологию. Многие заклинания называли её «Злой Дочерью Неба» или Ану, и её часто описывали как ужасающее кровожадное существо с головой льва и телом осла. Как и Лилит, Ламашту в первую очередь нападала на новорождённых и их матерей. Говорили, что она пристально наблюдала за беременными женщинами, особенно во время родов. Позже она вырывала новорождённого у матери, чтобы выпить его кровь и съесть его мясо. В так называемых текстах Лабарту она описывается следующим образом:
Куда бы оно ни пришло, где бы оно ни появилось, оно несёт зло и разрушение. Люди, звери, деревья, реки, дороги, здания, оно приносит вред всем. Оно кровожадный монстр, жаждущий свежего мяса.
С Лилит связаны галлу и утукку, хотя эти термины обычно используются для обозначения различных злых духов, называемых «злыми уттуке» или «злыми галли». Они угрожают домам, нападают на людей и поедают их плоть. Кроме того, они позволяют собственной крови падать дождём, отравляя поля. Как проклятые духи, они не перестают нападать на людей и пить человеческую кровь.
Ламашту, Лилиту и галлу вызываются в различных магических текстах для создания амулетов. Позже фигура галлу восстанавливается в греко-византийском мифе как гелло, гило или гилло. Там она появляется как женщина-демон, которая крадёт и убивает детей подобно ламиям.

### Арабские традиции
После упадка месопотамской культуры предания о вампирах вновь фиксируются в арабских сказках, в которых говорится о злых духах, живых или мёртвых, которые питаются человечиной. Одна из сказок, «История принца и ламии», повествует о женитьбе принца на ламии по имени Надилья, которую ему удаётся разоблачить и убить. В другой истории, «Честь вампира», принцесса по незнанию выходит замуж за вампира, который кормит её человеческой плотью, пока ей не удаётся обмануть его и вернуться к своей семье.

### Древние Греция и Рим

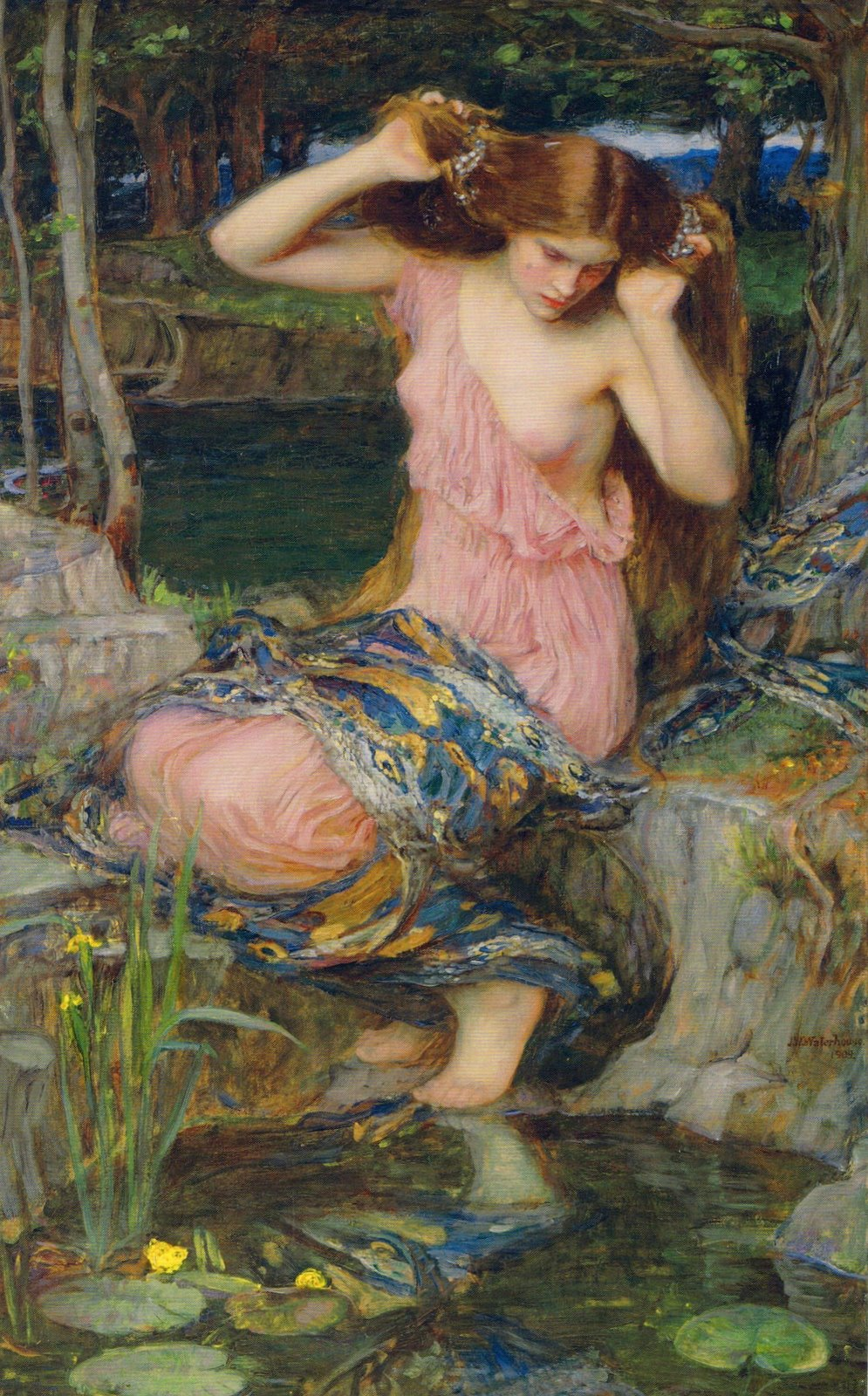
«Ламия» работы Джона Уильяма Уотерхауса (1909).

В греко-римской мифологии есть несколько предшественников современных вампиров. В «Одиссее» Гомера говорится о «тенях мёртвых» — духах, которые тянутся к крови. По рассказу Гомера, когда Одиссей отправляется в Аид, он приносит в жертву барана и чёрную овцу, чтобы привлечь тени и общаться с ними.
В римской мифологии лярвы или лемуры были призраками, восставшими из мертвых, но они не имеют ничего общего с вампирами.
Персонажами греко-римской мифологии, наиболее тесно связанными с вампирами, всегда были женщины, хотя они и не считались нежитью, такие как эмпуса и ламия, обе связанные с хтонической богиней подземного мира Гекатой и стриксом из римской мифологии. Со временем первые два общих термина стали словами для обозначения ведьм и демонов соответственно.
Эмпуса была дочерью богини Гекаты и описывалась как демоническое существо в виде призрака с ослиными ногами, одна из которых медная. Способная превращаться в молодую и красивую женщину, эмпуса могла соблазнять мужчин, а затем пить их кровь, пока они спали.
Ламия согласно классическому греческому мифу была дочерью Посейдона. Она была возлюбленной Зевса и родила от него Герофила. Когда Гера, супруга Зевса, узнала про Ламию, то её саму лишила красоты, а всех детей убила. Ламия, превратившаяся от горя в гибрид женщины и змеи, поклялась отомстить и убила нескольких маленьких детей, лежащих ночью в своих кроватях, и выпила их кровь.
По версии, видимо, историка Дурида, Ламия — дочь Бела и Ливии, которую полюбил Зевс, после чего Гера лишила её разума, и она убила своих детей. По другому сказанию, Ламия — чудовище, также называемое Сибарида; оно жило в пещере на горе Корфида, у подножия Парнаса. Её убил Эврибат из земли куретов. Она ударилась головой о выступ скалы, и там забил источник Сибарида. Поедала детей.
Плутарх записал легенду о том, что Ламия была лишена Герой способности закрывать глаза и чтобы заснуть, ей приходилось вынимать глаза и класть их на ночь в чашу.
Стриксы, как и Ламия, питались человеческой плотью и кровью. Их описывают как ночных плачущих существ с телом ворона или птицы в целом, а позже они были включены в римскую мифологию как стриги («совы-вампиры»), питающиеся кровью и человечиной.
Румынские вампиры, именуемые стригоями, не имеют прямого отношения к греко-римским стриксам, но их название, как и албанские штриги и славянские стржиги, происходит из римской мифологии, хотя мифы об этих существах больше похожи на их славянские аналоги, чем классические.
Мормо был духом, спутником Гекаты, который кусал плохих детей. Позже мормо стали называть женщин-вампиров, которые пугали детей. Мормо чаще всего упоминаются в произведениях Аристофана.

## Европа
Европа является частью света с наибольшим количеством сказок и легенд о вампирах, обычно зародившихся в Центральной и Восточной Европе. Некоторые из них были основаны на истории реальных персонажей, чья смерть послужила поводом для переосмысления старых традиций.
Мифы о вампирах в Центральной Европе настолько полны и многочисленны, что сформировали архетип универсального вампира и повлияли на остальные европейские традиции, особенно в XIX веке, благодаря готической литературе и книгам Брэма Стокера, Шеридана ле Фаню и Шарля Бодлера.

### Вампиры у славян

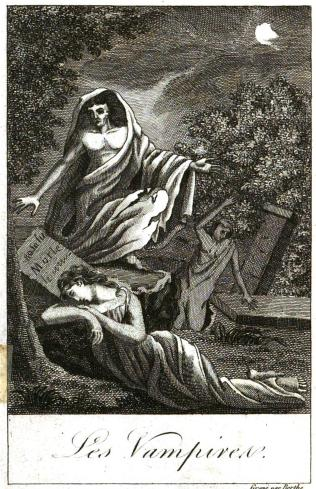
Книга Histoires des Vampires et des Spectres Malfaisans Жака Огюста Симона Коллена де Планси (1820).

Некоторые из наиболее распространённых причин вампиризма в славянской мифологии основаны на образе колдуна, который стал вампиром, скончавшись «неестественной» или преждевременной смертью, такой как самоубийство, умер будучи отлучённым от церкви, был погребён без надлежащих ритуалов, прыгнул животным или пролетел птицей над телом или пустой гробницей, и даже за то, что родился с амниотическим мешком, закрывающим голову, с зубами, с хвостом, или будучи зачатым в определённые дни. С вампирами связана фигура лидерка, венгерского ночного злого духа, главной особенностью которого является то что он сосёт у людей кровь.
На юге России считалось, что люди, которые разговаривают сами с собой, рискуют стать вампирами, традиционно называемыми вурдалаками. Славянские вампиры были способны превращаться в бабочек, поскольку по народным преданиям это были души, отделившиеся от тела. В некоторых традициях говорится о «живых вампирах» или «людях с двумя душами», своего рода ведьмах, способных покидать своё тело и пить кровь, пока тело спит.
Среди верований восточнославянских народов, особенно у жителей северных областей (то есть большая часть современной России), «нежить», несмотря на наличие многих характеристик вампиров других славянских народов, не пьют кровь, и их имя не происходит от общеславянского корня слова «вампир». Со своей стороны, украинские и белорусские легенды более условны. В Украине вампиров описывают не как мёртвых, а как злых существ задолго до их смерти. Вампиры также описываются в украинском фольклоре как люди с красным лицом и маленькими хвостиками. Во время эпидемий холеры в XIX веке были случаи, когда людей сжигали заживо, обвиняя их в том, что они вампиры.
В фольклоре южнославянских народов считалось, что вампир должен пройти в своем развитии несколько стадий. Первые сорок дней считались решающими для создания вампира, начинавшегося лишь как невидимая тень, которая постепенно становилась сильнее благодаря выпитой крови. Таким образом, он образовал желеобразную и бескостную массу, которая эволюционировала в направлении создания тела, почти идентичного тому, которое было у человека при жизни. Эта эволюция позволила существу покинуть могилу и начать новую жизнь. Вампир, который обычно был мужчиной, также был сексуально активен и мог иметь детей либо от своей вдовы, либо от новой жены. Эти сыновья, называемые дампирами по-цыгански или вампировичами по-сербски, тоже могли стать вампирами, но они также обладали особыми способностями видеть и убивать нежить, поэтому часто становились эффективными охотниками на вампиров. Такой же талант приписывался людям, рождённым в субботу, называемым sabbatarios, саботничав по-болгарски и sabbatianoí по-гречески.
Чтобы отразить угрозу вампиров и болезней, братья-близнецы вели упряжку волов с плугом и пропахивали борозды вокруг поселения. Другая народная традиция гласит, что нужно разбить яйцо и забить гвоздь в пол дома недавно умершего человека. Кроме того, две-три старухи должны были пойти ночью на кладбище после похорон и воткнуть в могилу пять колючек или пять старых ножей: одну в том месте, где находится грудь, а другие в руки и ноги. Другие тексты описывают обычай взбираться на холм задом наперёд с зажжённой свечой и черепахой, чтобы избежать вампиров. Как вариант, могилу можно было обмотать красной шерстяной ниткой, которую сжигали. Если вампир проник в дом, надо было крикнуть «Приходи завтра, я дам тебе соли» или «Давай, приятель, возьми рыбки и возвращайся», после чего вампир убегал.

### Вампиры у албанцев
В албанской мифологии штрига — вампироподобное существо, способное принимала образ женщины, похожая на римских стрикс, которая ночью может поглощать кровь или «жизненную энергию» детей в виде летающего насекомого, вызывая серьёзную болезнь и, в конце концов, смерть. Обычно она изображается в виде женщины с длинными чёрными волосами и полностью изуродованным лицом. Албанская штрига также перешла в Италию под названием «стрега».

### Вампиры у болгар
Болгарские вампиры не имеют ни тени, ни костей и являются не нежитью, а душами, борющимися со смертью. Чтобы душа стала вампиром, после смерти хозяина должно пройти девять дней и ещё сорок дней, в течение которых эфирный вампир почти безвреден, будучи способным лишь криком и дрожью нарушать спокойствие соседей. По истечении этого времени он становится чрезвычайно могущественным и злобным существом, поэтому родственники, заподозрившие, что человек после смерти превратился в вампира, должны нанять ведьму или волшебника, чтобы убить его, пока он развивается, а не после. Согласно легенде, духа можно было обманом заключить в бутылку, которую затем сжигали.

### Вампиры у греков

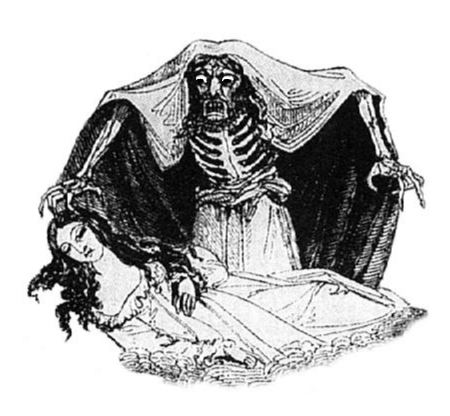
Иллюстрация к готическому роману Varney the Vampire (1845—1847), одной из классических работ о вампирах, в которой собраны многие традиции Восточной Европы.

В отличие от своих античных предшественников, современные греческие вампиры, называемые вриколакас (βρυκόλακας) или катакано (καταχανάδες) на Крите, откуда произошли румынские vârcolac, были существами, которые вернулись из мира мёртвых, чтобы отомстить своим жертвам, которых они съедали заживо.
Представления о вриколакасах, которые имеют много общего с традиционными вампирами, сохранялись на протяжении всей греческой истории и получили настолько широко распространение в XVIII и XIX веках, что появилось множество практик как для предотвращения вампиризма, так и для борьбы с ним. Умерших часто выкапывали из могил через три года после смерти, а останки помещали в ящик их собственные родственники. Затем их обливали вином, пока православный священник читал отрывки из Священного писания. Однако, если тело не разложилось достаточно, труп считался вриколаком.
В греческом фольклоре вампиры могли появляться по-разному: отлучение от церкви, осквернение религиозного праздника, совершение большого преступления или смерть в одиночестве. Другие причины включают в себя то, что кошка прыгнула на могилу, поедание мяса овцы, убитой волком, и проклятие. Считалось, что вриколаки неотличимы от живых людей, что породило множество сказок на эту тему. Кресты и антидор (просфоры) православной церкви считались эффективными средствами защиты. С другой стороны, чтобы вампиры не восстали из мёртвых, их сердца пронзали железными гвоздями, пока они находились в могилах, или их тела сжигали, а пепел развеивали. Поскольку Греческая православная церковь была против сожжения людей, принявших миропомазание в обряде крещения, кремация считалась крайней мерой.

### Вампиры у румын
В румынском фольклоре вампирами могли быть морои (от старославянского «мора» или «мара», возникшего от праиндоевропейского корня *mer- (вредить), и обозначающее духов, вызывающих «кошмары»), или стригои или стригоайка (оба слова произошли от рум. strigă (ведьма, сова-сипуха), которое в свою очередь произошло от лат. strix), которые могли быть как живыми, так и мёртвыми. Живые стригои были ведьмами, которые жили с двумя сердцами или двумя душами, иногда с обоими, со способностью посылать свои души ночью, чтобы собираться с другими стригоями и потреблять кровь животных и соседей. С другой стороны, мёртвые стригои были ожившими трупами, которые сосали кровь и нападали на свои прежние семьи.
Стригои становятся нежитью после смерти, но есть и много других способов стать вампиром. Дети, рождённые с амниотическим мешком, покрывающим голову, дополнительным соском, хвостом или обильными волосами, были обречены стать вампирами. Та же участь ожидала седьмого ребёнка в любой семье, если все предыдущие братья или сёстры были одного пола, а также того, кто родился слишком рано или того, чья мать скрестилась с чёрным котом. Если беременная женщина не ела соль и не подружилась с вампиром или ведьмой, её ребёнок тоже мог стать вампиром, так же как и дети, рождённые вне брака, хотя многие из этих суеверий носят выраженный нравоучительный характер. Другими субъектами, рискующими стать вампирами, были те, кто умер неестественным образом или до крещения. Наконец, рыжеволосый человек с голубыми глазами также считался потенциальным стригоем.
Румынские вампиры кусают своих жертв в сердце или между глаз. Некоторые могилы отрывали через пять или семь лет после захоронения, чтобы проверить труп на признаки вампиризма.

### Вампиры у сербов
В сербском фольклоре появляется фигура Савы Савановича, предполагаемого вампира, который жил на старой водяной мельнице на реке Рогачица (Зарожье, Баина-Башта), где он убивал других крестьян. Сохранились упоминания о других предполагаемых сербских вампирах, таких как Петар Благоевич из Велико Градиште, умершего в 1724 году и явившегося одним из образцов вампирской истерии XVIII века.

### Вампиры в Западной Европе

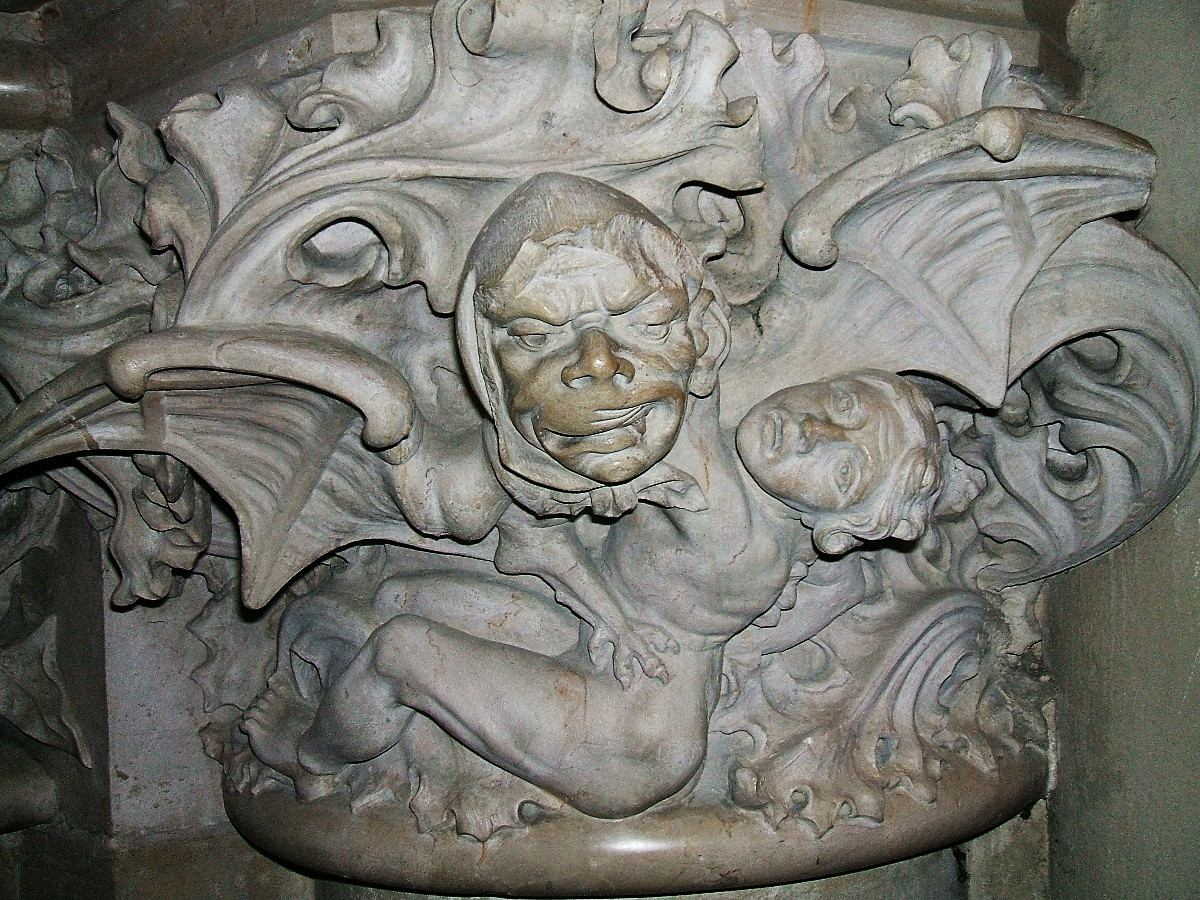
Капитель в склепе Нового собора Витории (Испания) с изображением вампироподобного существа со своей добычей.

Страны Западной Европы, такие как Франция, Испания или Италия, не имеющие собственных вампирских традиций, предания о кровожадных существах являются калькой балканских или греческих верований, перенятые в XIX веке и ассимилированные в свои собственные мифологические пантеоны каждой культуры.

#### Скандинавия
В скандинавской мифологии единственным существом, похожим на вампира, является драуг, оживший мертвец, который обитает в гробницах викингов и может быть уничтожен только героем.
В Дании сохранились предания о существе по имени маре, злобной женщине-вампире, способной превращаться в человека, чтобы соблазнять мужчин.
В Исландии известны две истории о духах, обречённых скитаться между жизнью и смертью и враждебных людям, в «Саге о Греттире» и в «Саге о Людях с Песчаного Берега», хотя обе истории имеют больше общего со страхом смерти, чем с общечеловеческим мифом. вампира.

#### Испания
В испанской мифологии есть несколько существ с вампирскими наклонностями. В Астурии выделяется Гуакса, которую описывают как старуху, которая ночами проникает в дома, чтобы вонзить в жертву свой единственный зуб и высосать кровь, отчего жертвы постепенно чахнут и заболевают. В Кантабрии есть её эквивалент с именем Гуахона. В Каталонии существует легенда об адских псах, называемых дипы. По легенде, это чёрные лохматые собаки, которые имеют дьявольское происхождение (потому хромые на одну ногу) и пьют кровь скота и людей.
На Канарских островах верили в кровососущих ведьм. Одним из таких примеров является легенда о ведьмах из Байладеро-де-Анага на Тенерифе.

#### Великобритания
Вальтер Мап и Вильям Ньюбургский, английские писатели и хронисты XII века, записали несколько историй о нежити, похожей на вампиров, хотя более поздние легенды о вампирах на английском языке редки. Эти мифы похожи на восточноевропейский фольклор о вампирах XVIII века, откуда миф вернулся в Англию и Германию, где его приукрашивали и популяризировали. Среди этих мифов есть истории о «вампирском замке Алник» на севере Англии, в которых рассказывается о слуге, который в XII веке воскрес из мёртвых и мстил соседям пока его труп не был сожжён за пределами города, или о монахе «вампирского аббатства Мелроуз», который вступал в половую связь после смерти и чей прах пришлось развеять, чтобы предотвратить его возвращение.
Мифологическое существо, известное в фольклоре Хайленда как Баобхан ситх, женщина-фэйри, похожая на суккуба или банши, и Лианнан Ши с острова Мэн — фэйри с явно вампирскими элементами.
Наиболее известным современным случаем является легенда про «Хайгейтского вампира», набор слухов и предполагаемых наблюдений за вампирами, которые привели к «охоте» на вамипиров в начале 1970-х годов на Хайгейтском кладбище в Лондоне. Эти события вдохновили кинематографистов на создание фильма ужасов «Дракула, год 1972».

#### Другие страны
Леанаше (leanashe) или даэг-ду (dearg-due), буквально «красный кровопийца» на гэльском языке, в Ирландии — это вампироподобное существо, которое поднимается из своей могилы и питается кровью. Даэг-ду можно убить, положив камни на его могилу, что помешает ему покидать её. Возможно, повлиял на создание вампирских персонажей ирландских авторов Шеридана Ле Фаню и Брэма Стокера.
Брукса (Bruxsa) из Португалии, которая ночью принимает форму птицы и охотится на путешественников, — ещё одна женщина-вампир, враждебная людям.

## Индия
В Древней Индии в старом санскритском фольклоре находили рассказы о Vetala, существах, которые поселялись в трупах. Хотя большинство легенд о Vetala были скомпилированы в Baital Pachisi, заметная история из Kathasaritsagara рассказывает о короля Викрамадитья (Vikramāditya) и его ночных походах в попытках захватить кого-то неуловимого. Vetala описывается как неживое существо, которые, подобно летучей мыши день висит вниз головой на деревьях на территории захоронений и кладбищ (чем связывается с современным пониманием вампиризма). Pishacha, вернувшийся дух злодея или того, кто умер безумным, также обладает некоторыми атрибутами вампиров.